# Ивка Рутић
Ивка Рутић (Вировитица, 15. мај 1913 — Београд, 1. октобар 1988) је била југословенска филмска и позоришна глумица.
Био је удата за глумца Јожу Рутића, са којим је заједно била у партизанима. Новембра 1943. године, родила се њихова ћерка Дина Рутић, која је такође била глумица и супруга глумца Зорана Радмиловића.

## Филмографија
Глумица  |  
| Глумица | ▲ |
| ------- | - |

|           | Назив             | Улога               |
| --------- | ----------------- | ------------------- |
| 1947      | Славица           | Марија              |
| 1950-te ▲ |                   |                     |
| 1950      | Језеро            | /                   |
| 1960-te ▲ |                   |                     |
| 1960      | Партизанске приче | /сегмент „Повратак" |